# La Pobla del Duc
La Pobla del Duc (em valenciano e oficialmente) ou Puebla del Duc (em castelhano) é um município da Espanha na província de Valência, Comunidade Valenciana. Tem 18,9 km² de área e em 2021 tinha 2 483 habitantes (densidade: 131,4 hab./km²).

## Demografia
| Variação demográfica do município entre 1991 e 2004 | Variação demográfica do município entre 1991 e 2004 | Variação demográfica do município entre 1991 e 2004 | Variação demográfica do município entre 1991 e 2004 |
| --------------------------------------------------- | --------------------------------------------------- | --------------------------------------------------- | --------------------------------------------------- |
| 1991                                                | 1996                                                | 2001                                                | 2004                                                |
| 2609                                                | 2490                                                | 2533                                                | 2595                                                |